# 司法院
司法院（しほういん）は、中華民国の最高司法機関。現在は院長と副院長を含む15名の大法官により構成されている。院長は許宗力、副院長は蔡烱燉である。
釋字530号によると、司法院は最終司法判断を下さなければならないが、立法院は法律改正を行わないため、最高法院と最高行政法院（最高裁判所に相当する）はその役割をしている。そのため、司法院は形式上、司法行政機関としての性格が強い。なお司法院大法官は憲法裁判所の役割を担っている。

## 大法官
司法院の構成員である大法官の職責は、大法官（憲法法廷）における憲法解釈と法解釈の統一、違憲政党の解散に関する審理、総統・副総統弾劾決議の審査に限定され、訴訟の審判は行わない。また、違憲政党の解散審理は、行われたことがない。

### 大法官の選任
大法官は総統が推挙し、立法院が承認する。大法官の任期は8年である。再任はされない。
大法官に必要な資格は、以下の通りである。
1. 10年以上、最高法院法官を務めた者で、かつ優秀なもの。
2. 9年以上、立法委員を務めた者で、かつ特別な貢献を果たしたもの。
3. 10年以上、大学の主要な法律科目を担当し、専門著作がある者。
4. 国際司法裁判所裁判官の経験者、もしくは公法学や比較法学の権威である者。
5. 法律を研究し、豊富な政治経験を持つもの。

しかし、実際には曖昧な規定が多く、実質的な意味がないとの批判も有る。現任大法官はドイツ留学経験者が多く、アメリカや日本留学経験者がそれに次ぐ。

### 大法官と正副院長
正副院長は当初、大法官ではなかった。しかし、大法官に出席していたため、大法官会議の司法の独立に反するとの指摘がなされていた。1997年の第4回憲法改正以降、正副院長にも大法官の身分が与えられ、この問題は解決した。

### 大法官に対する法解釈の要請
ただし、台湾では上告・上訴の割合が高く、最高法院や最高行政法院の審議案件数が極めて多く、これら法院における法官（裁判官）の在籍数も多い。そのため、台湾では比較的軽微な案件を除き三審制であるが、最終審での判例にばらつきが出る傾向が有る。これらの要素が合わさり、法解釈の統一や下級法院の判決における法解釈の修正を求めて、大法官に持ち込まれる案件も非常に多い。また、下級法院が自らの判断で一旦審理を停止し、大法官による法解釈を伺う事も出来る。
また、行政院や立法委員（総数の3分の1以上による提案が必要）、かつての国民大会などの国家機関および構成員、地方政府は、裁判を経ずに直接、大法官の憲法解釈を要請できる。近年は、与野党の対立が大法官に持ち込まれる事も多い。

## 歴代院長

### 憲法施行前
| 代    | 氏名   | 任期                  | 副院長             | 秘書長               |
| ----- | ------ | --------------------- | ------------------ | -------------------- |
| 初代  | 王寵恵 | 1928年10月〜1932年1月 | 張継→居正          | 伍大光→朱履龢→謝冠生 |
| 代理  | 伍朝枢 | 1932年1月〜1932年5月  |                    |                      |
| 第2代 | 居正   | 1932年5月〜1948年7月  | 覃振→李文範→石志泉 | 張知本→茅祖権→端木愷 |

### 憲法施行後
| 代     | 氏名   | 任期                   | 所属政党   |
| ------ | ------ | ---------------------- | ---------- |
| 初代   | 王寵恵 | 1948年7月〜1958年3月   | 中国国民党 |
| 第2代  | 謝冠生 | 1958年3月〜1971年11月  | 中国国民党 |
| 第3代  | 田炯錦 | 1971年11月〜1977年3月  | 中国国民党 |
| 第4代  | 戴炎輝 | 1977年3月〜1979年6月   | 中国国民党 |
| 第5代  | 黄少谷 | 1979年6月〜1987年4月   | 中国国民党 |
| 第6代  | 林洋港 | 1987年4月〜1994年8月   | 中国国民党 |
| 第7代  | 施啓揚 | 1994年8月〜1995年1月   | 中国国民党 |
| 代理   | 呂有文 | 1995年1月〜1999年1月   | 中国国民党 |
| 第8代  | 翁岳生 | 1999年1月〜2007年10月  | 無所属     |
| 第9代  | 頼英照 | 2007年10月〜2010年7月  | 無所属     |
| 代理   | 謝在全 | 2010年7月〜2010年10月  | 無所属     |
| 第10代 | 頼浩敏 | 2010年10月〜2016年10月 | 無所属     |
| 第11代 | 許宗力 | 2016年11月〜2024年10月 | 無所属     |
| 代理   | 謝銘洋 | 2024年11月〜現職       | 無所属     |

## 下部機関と司法制度

### 司法院の下部機関
司法院の下には、最高法院を頂点とする普通法院（裁判所）の系統と、最高行政法院を頂点とする行政法院（裁判所）の系統がある。さらに、公務員の懲戒を行う裁判機関も設けられている。
- 最高法院：
  - 高等法院：台湾高等法院および同分院（台中、台南、高雄、花蓮）と福建高等法院金門分院がある。
    - 地方法院：全ての直轄市、県、市に設置されている。一部は一県市に複数ある。
    - 少年法院：高雄のみ。通常は地方法院の中に、少年法廷が設けられている。
- 最高行政法院：2000年7月に行政訴訟が一審制から二審制に改正されたのに伴い、行政法院から改称された。
  - 高等行政法院：行政訴訟の増加に対応するため、最高行政法院（旧行政法院）の下部法院として2000年7月、台北、高雄、台中の三院が設置された。
  - 地方法院行政訴訟庭：行政訴訟が増加しているため、 2011年11月から各地方法院の中に行政訴訟庭が設置された。
- 公務員懲戒法院：公務員の懲戒を行う。
- 司法人員研修所：法官（裁判官）や司法職の訓練を行う。

### 軍事裁判
司法院に属する裁判所のほか、「軍法審検機構」（軍事裁判所と検察署）が行政院国防部の中に設けられている。軍事検察署は各法院に対応する形で、検察署が設けられている。（最高軍事法院には、最高軍事法院検察署。各地方軍事法院や分院には、同検察署が設置されている。）
- 最高軍事法院
  - 高等軍事法院
  - 高等軍事法院高雄分院
    - 北部地方軍事法院：馬祖分庭を含む
    - 北部地方軍事法院桃園分院
    - 中部地方軍事法院
    - 南部地方軍事法院：澎湖および金門分庭を含む
    - 東部地方軍事法院

だが、洪仲丘事件によって、2013年8月に立法院は軍事裁判法を改正し、軍人が非戦時に陸海空軍刑法を犯す時、軍事裁判ではなく、普通法院（裁判所）がそれを裁判、そして処罰する。今の軍事裁判はただ刑事賠償案件しかしない。

## 建築
司法院の建物は「司法大廈」と呼ばれ、国定史跡に指定されている。現所在地は清代に武廟が置かれており、日本統治時代の1929年に取り壊され裁判所の建設が開始された。工事期間は5年にも及び1934年（昭和9年）に完成した建造物には台湾総督府高等法院、台北地方法院、検察局が設置され、当時の台湾における最高司法機関となっていた。中華民国政府の台湾移転後に、司法院、最高法院（既に移転）が設けられ、1977年には4階部分が増築されて4階建てに増築されて現在に至っている。